# 奥洛龙
奥洛龙（法語：Oloron，法語發音：[ɔlɔʁɔ̃]）是法国大西洋比利牛斯省的一个旧市镇。1806年之前，市镇法热特与索埃什并入奥洛龙。1858年，奥洛龙与市镇圣玛丽-莱居尼翁合并为市镇奥洛龙-圣玛丽。

## 地理
奥洛龙（43°11'39"N, 0°36'19"W）位于法国新阿基坦大区大西洋比利牛斯省，该省份为法国东南部省份，涵盖了贝阿恩与北巴斯克，西临大西洋比斯開灣，北至朗德省，东北接热尔省，东临上比利牛斯省，南与西班牙接壤。
奥洛龙的时区为UTC+01:00、UTC+02:00（夏令时）。

## 行政
奥洛龙的邮政编码为64400。